# Ceresium yodai
Ceresium yodai är en skalbaggsart som beskrevs av Jean François Villiers och Chûjô 1968. Ceresium yodai ingår i släktet Ceresium och familjen långhorningar. Inga underarter finns listade i Catalogue of Life.